# Janusz Nowacki (fotograf)
Janusz Nowacki (ur. 19 stycznia 1939 w Poznaniu) – polski artysta fotograf. Członek rzeczywisty, członek honorowy Związku Polskich Artystów Fotografików. Członek rzeczywisty, członek honorowy Fotoklubu Rzeczypospolitej Polskiej.

## Życiorys
Janusz Nowacki fotografuje od 1964 roku. Mieszka i pracuje w Poznaniu. Jest twórcą 19. edycji warsztatów fotograficznych – w ramach animacji twórczości fotograficznej w Wielkopolsce (w latach 1973–1981). Od 1973 roku do 1992 był instruktorem fotografii w Pałacu Kultury w Poznaniu. W 1993 roku był założycielem Galerii Fotografii w Centrum Kultury Zamek w Poznaniu, którą prowadził do 2004 roku. Był współzałożycielem Grupy Fotograficznej Zbliżenie, działającej w latach 1975–1979. Był współzałożycielem Studia DiM działającego w latach 1978–1985, preferującego fotografię w diaporamie. 
Janusz Nowacki jest autorem i współautorem wielu wystaw fotograficznych; indywidualnych, zbiorowych, poplenerowych oraz pokonkursowych, na których otrzymał wiele nagród, wyróżnień, dyplomów, listów gratulacyjnych. W 1985 roku został przyjęty w poczet członków Okręgu Wielkopolskiego Związku Polskich Artystów Fotografików (legitymacja nr 596) – w czasie późniejszym został członkiem honorowym ZPAF. W 1998 roku został przyjęty w poczet członków Fotoklubu Rzeczypospolitej Polskiej Stowarzyszenia Twórców. Decyzją Komisji Kwalifikacji Zawodowych Fotoklubu RP otrzymał dyplom potwierdzający kwalifikacje do wykonywania zawodu artysty fotografa, fotografika (legitymacja nr 105). Janusz Nowacki jest laureatem Nagrody Artystycznej Miasta Poznania oraz nagrody Marszałka Województwa Wielkopolskiego. Jest autorem zdjęć do albumu Pejzaże z  drogi do ciszy, wydanego w 2015 roku.  
Fotografie Janusza Nowackiego znajdują się w zbiorach Muzeum Narodowego w Poznaniu, Muzeum Narodowego we Wrocławiu, Muzeum Historii Fotografii im. Walerego Rzewuskiego w Krakowie, Muzeum Karkonoskim w Jeleniej Górze, Muzeum Fotografii w Charkowie. 

## Wystawy indywidualne
- Pejzaże z drogi do ciszy (2007)[16][19]
- Twarze Jazzu (2011)[9][20]
- Twarze Jazzu według Janusza Nowackiego (2014)[21]
- Fotograf w drodze – Janusz Nowacki (2014)[8][22]
- Melancholie Dębowe (2015)[13]
- Lustra pamięci (2017)[7]

## Projekty fotograficzne
- Pejzaż miejski – Poznań (1980)
- Woda (1982–1985)
- Drzewa (1983–1986)
- Góry (1985)

Źródło

## Odznaczenia
- Odznaka Honorowa Miasta Poznania
- Odznaka „Zasłużony Działacz Kultury”
- Medal 150-lecia Fotografii (1989)
- Odznaka honorowa „Zasłużony dla Kultury Polskiej”

Źródło

## Publikacje (albumy)
- Pejzaże z  drogi do ciszy (2015)[18]